# NGT48
NGT48 (skrót od Niigata48) – japońska grupa idolek stworzona przez Yasushiego Akimoto. Jest to czwarta krajowa siostrzana grupa AKB48. NGT48 posiada swój własny teatr, który znajduje się w budynku Lovela 2, w dzielnicy Chūō miasta Niigata. Mają podpisany kontrakt z wytwórnią Ariola Japan. 25 stycznia 2015 roku, podczas piątego dnia serii koncertów AKB48 Request Hour Setlist Best 1035 2015, zostało zapowiedziane powstanie grupy.

## Historia
Grupa NGT48 została oficjalnie zapowiedziana 25 stycznia 2015 roku podczas finałowego koncertu AKB48 Request Hour Setlist Best 1035 2015. 25 lipca 2015 odbył się finał pierwszego przesłuchania, podczas którego wybrano 22 osoby, a w sierpniu odbył się pierwszy publiczny występ grupy. W październiku 2015 roku firma Kuriyama Beika, z siedzibą w Niigacie, wyznaczyła NGT48 na ambasadora PR ds. produktu bakauke.
10 stycznia został otwarty teatr zespołu. Tego samego dnia odbył się pierwszy występ z repertuaru Team NIII 1st Stage „PARTY ga hajimaru yo”.
Członkinie grupy zostały częścią obsady telewizyjnej adaptacji serii Higurashi no naku koro ni, która miała swoją premierę 20 maja w BS Sky PerfecTV!. Zespół wykonał także piosenkę przewodnią pt. „Kimi wa doko ni iru?”, która znalazła się na 44. singlu zespołu AKB48 – „Tsubasa wa iranai”.
Ich debiutancki singel „Seishun dokei” został wydany 12 kwietnia 2017 roku przez Sony Music Japan.
W kwietniu 2018 roku zakończyły się przesłuchania na 2. generację, podczas których wybrano 19 osób. Utworzyły Team G, który zadebiutował w lipcu.
11 kwietnia 2019 roku zespół poinformował o zlikwidowaniu podziału na Team NIII i Team G. Ostatnie występy tych teamów odbyły się 21 kwietnia.
Po siedmiu miesiącach nieaktywności 3 sierpnia 2019 roku odbył się pierwszy koncert podczas Tokyo Idol Festival, z planem wznowienia działalności jesienią. 26 sierpnia Anju Satō ogłosiła, że 25 września kończy aktywności w zespole, a Moeka Takakura zakończyła swoją aktywność w zespole 22 marca 2020 roku.

## Członkinie
Z dniem 16 lutego 2022 grupa składała się z 26 członkiń. Członkinie Kenkyūsei (jap. 研究生; ang. understudy member) są osobną grupą dziewczyn, które nie zostały awansowane do oficjalnych zespołów. „Draft Members” (jap. ドラフト会議) to członkinie wybrane przez publiczne przesłuchanie, w którym liczba wstępnie wybranych kandydatek miała szansę zostać wcielonych do zespołu przez grupę przedstawicielek zespołów.

### Lista
źródło: 
1. generacja
| Imię                               | Data urodzenia            |
| ---------------------------------- | ------------------------- |
| Tsugumi Oguma (jap. 小熊倫実)      | 15 grudnia 2002(dts)      |
| Yuria Kado (jap. 角ゆりあ)         | 22 maja 2000(dts)         |
| Aina Kusakabe (jap. 日下部愛菜)    | 6 lutego 2002(dts)        |
| Reina Seiji (jap. 清司麗菜)        | 19 kwietnia 2001(dts)     |
| Rika Nakai (jap. 中井りか)         | 23 sierpnia 1997(dts)     |
| Ayuka Nakamura (jap. 中村歩加)     | 28 lipca 1998(dts)        |
| Miharu Nara (jap. 奈良未遥)        | 20 marca 1998(dts)        |
| Marina Nishigata (jap. 西潟茉莉奈) | 26 października 1995(dts) |
| Nanako Nishimura (jap. 西村菜那子) | 11 sierpnia 1997(dts)     |
| Hinata Honma (jap. 本間日陽)       | 10 listopada 1999(dts)    |
| Noe Yamada (jap. 山田野絵)         | 7 października 1999(dts)  |

Draft 3.
| Imię                              | Data urodzenia         |
| --------------------------------- | ---------------------- |
| Chikana Andō (jap. 安藤千伽奈)    | 13 stycznia 2001(dts)  |
| Kairi Satō (jap. 佐藤海里)        | 5 sierpnia 2000(dts)   |
| Yunako Tsushima (jap. 對馬優菜子) | 20 sierpnia 2001(dts)  |
| Miyu Fujisaki (jap. 藤崎未夢)     | 17 listopada 2000(dts) |

2. generacja
| Imię                             | Data urodzenia            |
| -------------------------------- | ------------------------- |
| Nanami Otsuka (jap. 大塚七海)    | 7 listopada 2000(dts)     |
| Haruka Ogoe (jap. 小越春花)      | 26 czerwca 2004(dts)      |
| Saaya Kawagoe (jap. 川越紗彩)    | 14 października 2000(dts) |
| Yume Sogabe (jap. 曽我部優芽)    | 16 marca 2002(dts)        |
| Hina Terada (jap. 寺田陽菜)      | 13 marca 2004(dts)        |
| Yū Tominaga (jap. 富永夢有)      | 16 lipca 2002(dts)        |
| Mana Furusawa (jap. 古澤愛)      | 1 października 2000(dts)  |
| Aoi Furutate (jap. 古舘葵)       | 10 sierpnia 2004(dts)     |
| Kaho Mashimo (jap. 真下華穂)     | 8 listopada 1999(dts)     |
| Hino Mimura (jap. 三村妃乃)      | 15 czerwca 2002(dts)      |
| Hinata Morohashi (jap. 諸橋姫向) | 4 stycznia 2003(dts)      |

Absolwentki
| Absolwentki |
| --- |
| - Rie Kitahara (jap. 北原里英) (ur. 24 czerwca 1991(dts)), ukończyła 18 kwietnia 2018 - Aya Miyajima (jap. 宮島亜弥) (ur. 27 listopada 1997(dts)), ukończyła 6 sierpnia 2018 - Mau Takahashi (jap. 高橋真生) (ur. 3 czerwca 2001(dts)), ukończyła 5 października 2018 - Riko Sugahara (jap. 菅原りこ) (ur. 23 listopada 2000(dts)), ukończyła 19 maja 2019 - Rena Hasegawa (jap. 長谷川玲奈) (ur. 15 marca 2001(dts)), ukończyła 19 maja 2019 - Maho Yamaguchi (jap. 山口真帆) (ur. 17 września 1995(dts)), ukończyła 19 maja 2019 - Fūka Murakumo (jap. 村雲颯香) (ur. 5 lipca 1997(dts)), ukończyła 1 sierpnia 2019 - Anju Satō (jap. 佐藤杏樹) (ur. 5 listopada 2001(dts)), ukończyła 23 września 2019 - Moeka Takakura (jap. 高倉萌香) (ur. 23 kwietnia 2001(dts)), ukończyła 23 marca 2020 - Ayaka Tano (jap. 太野彩香) (ur. 20 lipca 1997(dts)), ukończyła 31 października 2020 - Minami Katō (jap. 加藤美南) (ur. 15 stycznia 1999(dts)), ukończyła 31 stycznia 2021 - Yuka Ogino (jap. 荻野由佳) (ur. 16 lutego 1999(dts)), ukończyła 8 listopada 2021 - Sara Komiyama (jap. 小見山沙空) (ur. 27 lipca 2004(dts)), ukończyła 27 grudnia 2021 |

## Dyskografia

### Single
| Rok  | Tytuł                                                                   | Najwyższa pozycja           | Najwyższa pozycja       | Sprzedaż (Oricon) | Sprzedaż (Oricon) |
| Rok  | Tytuł                                                                   | Oricon Weekly Singles Chart | Billboard Japan Hot 100 | Oricon            | Billboard Japan   |
| ---- | ----------------------------------------------------------------------- | --------------------------- | ----------------------- | ----------------- | ----------------- |
| 2017 | „Seishun dokei” (jap. 青春時計)                                         | 1                           | 1                       | 208 247           | 277 180+          |
| 2017 | „Sekai wa doko made aozora na no ka?” (jap. 世界はどこまで青空なのか？) | 2                           | 2                       | 201 800           | 266 946+          |
| 2018 | „Haru wa doko kara kuru no ka?” (jap. 春はどこから来るのか？)           | 1                           | 1                       | 165 917           | 189 985+          |
| 2018 | „Sekai no hito e” (jap. 世界の人へ; ros. Людям всего мира)              | 2                           | 2                       | 175 607           | 207 269+          |
| 2020 | „Sherbet Pink” (jap. シャーベットピンク)                                | 2                           | 5                       | 132 985           | 165 733+          |
| 2021 | „Awesome”                                                               | 2                           | 5                       | 134 990           | 198 563+          |
| 2021 | „Ponkotsu na kimi ga suki da” (jap. ポンコツな君が好きだ)               | 2                           | 6                       | 67 665            | 107 144+          |